# Ghalghaj gharchož
Ghálgháj ghárchož (с ингуш. Ингу́шские орна́менты) — рукопись начала XX века, представляющая собой иллюстрированный альбом с зарисовками ингушских традиционных орнаментов и старинных войлочных ковров — истингов. Долгое время считалась утерянной. В настоящее время находится в частной коллекции.
Альбом состоит из 65 бумажных страниц, на которых имеются зарисовки, выполненные чернилами, акварелью и иногда восковыми карандашами, 2-х страниц из мешковины с напылением орнамента, и толстой обложки с тиснением из грубо обработанной кожи буйвола. Размеры страниц составляют 0,29 на 0,21 м. Они скреплены медной застёжкой. Рукопись создана в 1921—1924 годах. Все записи выполнены на ингушском языке на латинской графике. Рисунки истингов, изображённых в альбоме собраны во многих населённых пунктах Ингушетии, в том числе и в её тогдашней столице — Буро (Владикавказ).
Установлено, что одним из авторов-составителей альбома является первый ингушский профессиональный художник Г.-М. А. Даурбеков. Сам альбом был утерян во время депортации ингушей в 1944 году. Был найден и приобретён на Измайловском рынке в Москве Г. М. Ахильговым.